# Sommerfeldzug von 1815
Frühjahrsfeldzug 1813
Lüneburg – Möckern – Halle – Großgörschen – Gersdorf – Bautzen – Reichenbach – Nettelnburg – Haynau – Halberstadt – Luckau
Herbstfeldzug 1813

Großbeeren – Katzbach – Dresden – Hagelberg – Kulm – Dennewitz – Göhrde – Altenburg – Wittenberg – Wartenburg – Liebertwolkwitz – Leipzig – Torgau – Hanau – Hochheim – Danzig
Winterfeldzug 1814

Épinal – Colombey – Brienne – La Rothière – Champaubert – Montmirail – Château-Thierry – Vauchamps – Mormant – Montereau – Bar-sur-Aube – Soissons – Craonne – Laon – Reims – Arcis-sur-Aube – Fère-Champenoise – Saint-Dizier – Claye –  Paris
Sommerfeldzug von 1815

Quatre-Bras – Ligny – Waterloo – Wavre – Paris

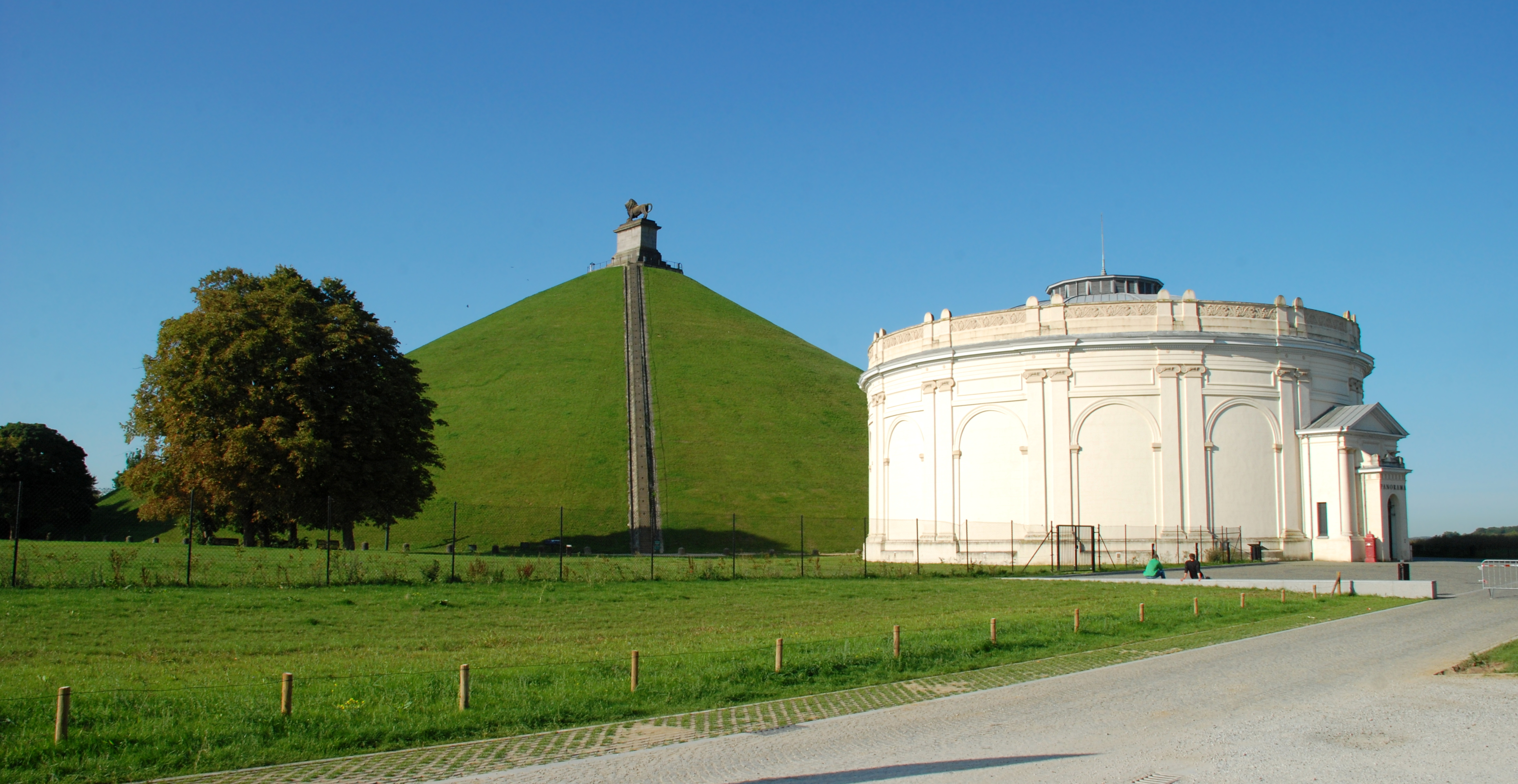
Der Löwenhügel und die Rotunde des Panoramas der Schlacht bei Waterloo.

Der Sommerfeldzug von 1815, auch Siebte Koalition, war die letzte militärische Aktion Napoleons und dauerte vom März bis Juli 1815. Mit der Niederlage Frankreichs in diesem Feldzug endete auch die Ära Napoleons. Dieser Feldzug war Teil der Koalitionskriege. Er endete mit dem Zweiten Pariser Frieden.

## Hintergrund

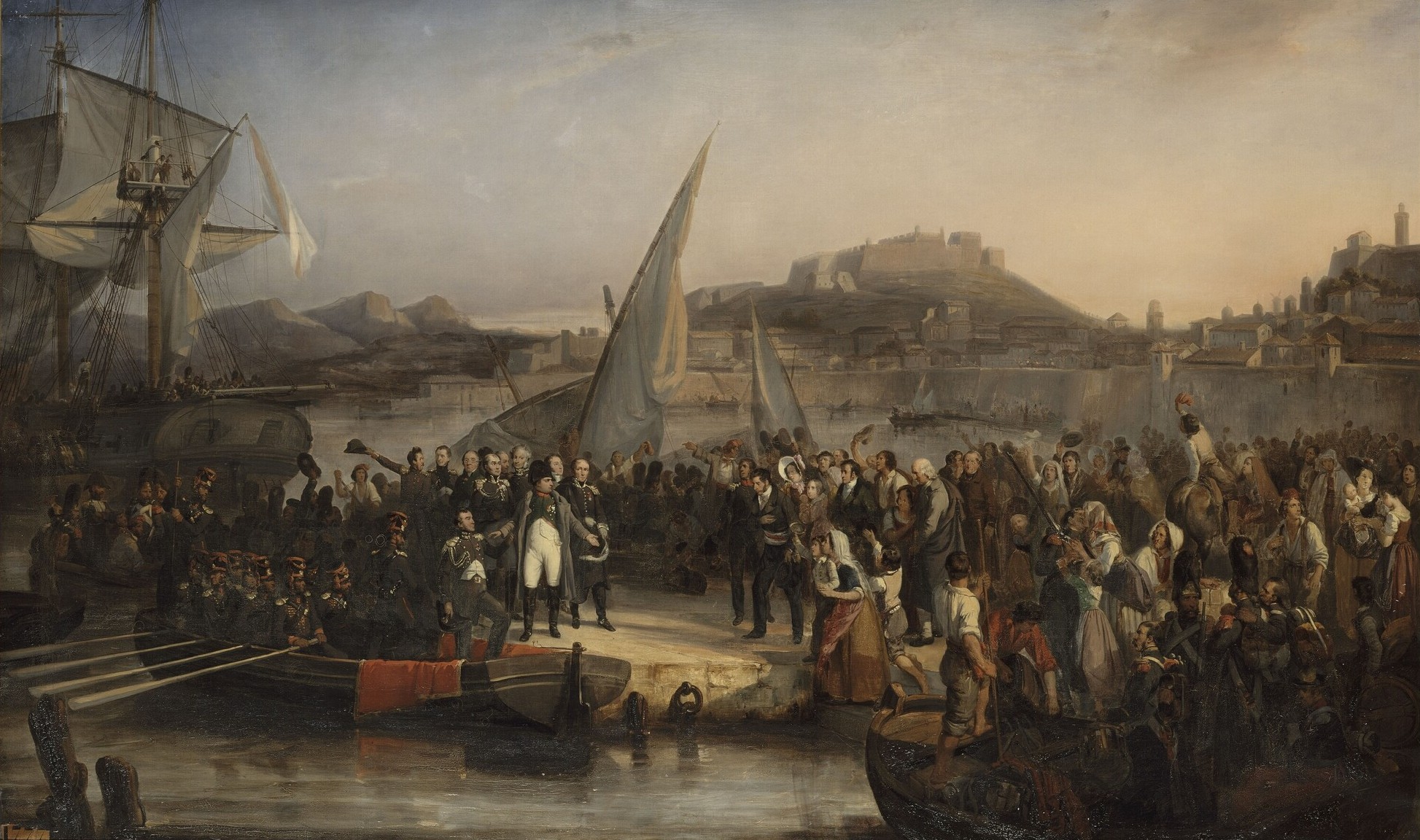
Napoleon verlässt Elba

Nach der Verbannung Napoleons nach Elba blieb die Bevölkerung Frankreichs unter dem neuen Herrscher Ludwig XVIII. unzufrieden. Napoleon kehrte am 1. März 1815 nach Frankreich zurück und die Herrschaft der Hundert Tage begann. Um sich militärisch wieder im europäischen Kriegsgeschehen beteiligen zu können, wurde eine Armee von 125.000 Soldaten in Paris rekrutiert. Dieses Heer setzte sich vor allem aus Veteranen der früheren Napoleonischen Kriege zusammen. Den restlichen europäischen Staaten versicherte er, den Pariser Frieden von 1814 anzuerkennen und dass er die Staatsgrenzen von 1792 nicht überschreiten und zukünftig mit den Nachbarn in Frieden leben wolle. Am 25. März schlossen Großbritannien, Österreich, Russland und Preußen erneut einen Koalitionsvertrag, da sie dem Frieden mit Frankreich nicht trauten. Die nun notwendig gewordenen Rüstungsanstrengungen Napoleons stießen vielfach auf Widerstand.

## Die beteiligten Armeen
Bonaparte setzte für den Feldzug 125.000 Mann ein und organisierte sie als Armée du Nord. Die Soldaten bestanden zu zwei Dritteln aus erfahrenen Veteranen der früheren Napoleonischen Kriege, deren Kern die kampfstarken Einheiten der alten und der jungen Garde bildeten. Die größte Schwachstelle stellte der Führungsstab dar, da Napoleon auf viele erfahrene Marschälle verzichten und Posten mit Offizieren besetzen musste, die diese Positionen noch nie innegehabt hatten. So ernannte er den bisherigen Korpskommandanten Nicolas Jean de Dieu Soult zum Generalstabschef und dem Korpskommandanten Michel Ney übertrug er die Führung über den gesamten linken Flügel.
Gegen diese Bedrohung hatten die Verbündeten im heutigen Belgien eine Armee von 95.000 Mann unter Arthur Wellesley, 1. Duke of Wellington und eine zweite mit 120.000 preußischen Soldaten unter Generalfeldmarschall Gebhard Leberecht von Blücher zusammengezogen. Das preußische Heer bestand zu etwa einem Drittel aus Veteranen, der Rest aus Freiwilligen und Landwehrregimentern mit geringem Kampfwert. Insbesondere die Motivation der rheinischen Landwehr, von denen viele die neue preußische Herrschaft als Besatzung empfanden, war fraglich. Das Offizierskorps hingegen war gut ausgebildet und stellte vier bewährte Korpskommandeure.
Das Heer des Herzogs von Wellington bestand aus Soldaten aus Großbritannien, den Niederlanden, Hannover, Braunschweig und Nassau. Ein Drittel stellten erfahrene britische Soldaten und die King’s German Legion (KGL), mit denen Wellington im Spanischen Unabhängigkeitskrieg gekämpft hatte. Ein weiteres Drittel bestand aus weitgehend unerfahrenen niederländischen Soldaten und der Rest waren deutsche Hilfstruppen. Wellington war sich über die Mängel seiner Armee, sowohl was die Disziplin wie auch was den Kampfwert angingen, im Klaren und wird zitiert mit der Bezeichnung „schändliche Armee“ (Cornwell) oder „entsetzliche Armee“ (Rothenberg). Eine große Schwachstelle im Offizierkorps war der Prinz von Oranien, den Wellington gezwungenermaßen zum Kommandanten des 1. Korps ernennen musste. Dieser war Adjutant Wellingtons gewesen, hatte aber nie eine Feldarmee befehligt und verfügte über keine Erfahrung und keinen Weitblick im Kampf.
Insgesamt waren beide alliierte Armeen der französischen zwar zahlenmäßig, an Kampfkraft war Napoleon aber jedem einzelnen Gegner überlegen. Ein alliierter Sieg war nur möglich, wenn die britisch-niederländische und die preußische Armee eng zusammenarbeiteten, ein französischer nur, wenn Napoléon beide feindlichen Verbände getrennt angreifen und besiegen konnte.
Auch österreichische Truppen waren auf dem Weg, doch weder diese noch russische Truppen spielten eine Rolle bei dem Feldzug und kamen erst bei den folgenden Kämpfen in Nordfrankreich zum Einsatz.

## Verlauf

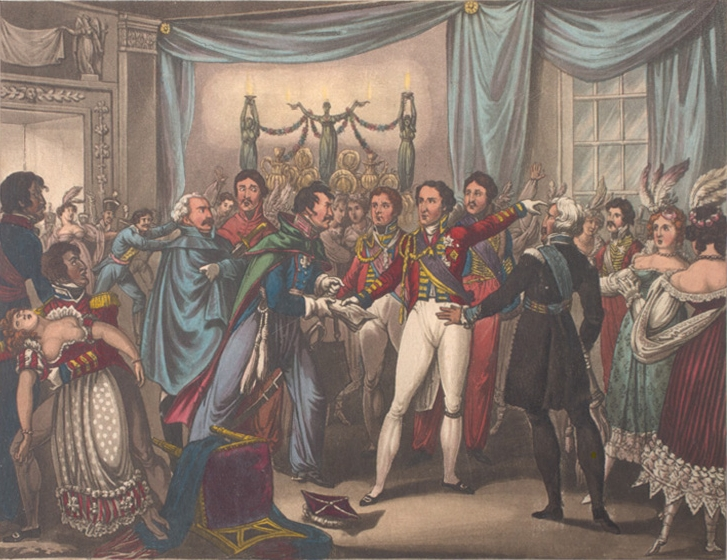
Ein preußischer Offizier informiert Wellington bei einem Ball in Brüssel vom Eintreffen Napoleons

Der Sommerfeldzug von 1815

Obwohl Napoléon bekannt dafür war, schnell und überraschend anzugreifen, rechneten weder Wellington noch Blücher mit einem schnellen französischen Vorstoß. Noch am 13. Juni schrieb Wellington nach England, dass kein Angriff Napoléons zu erwarten sei. Entsprechend trafen die alliierten Befehlshaber kaum Vorkehrungen. Es gab nur wenige Kundschafter und Patrouillen an der Grenze zu Frankreich und die beiden Heere waren zur Erleichterung der Versorgung weit verteilt, das britisch-niederländische in einem Bogen südlich und westlich von Brüssel, das preußische östlich von Ligny bis nach Liége.

### 15. Juni
Dadurch konnte Napoléon unbemerkt bereits am 14. Juni die Grenze zu den Niederlanden erreichen und am 15. Juni überqueren. Im Laufe des Tages wurde Charleroi erreicht und dort die Sambre überschritten. Sein Plan war, mit einem Teil seiner Truppen unter Ney nach Norden vorzurücken, die die Kreuzung Quatre-Bras einnehmen sollten, um damit die Verbindung der britisch-niederländischen und der preußischen Armeen zu trennen, die Chaussée de Nivelles, die durch Quatre-Bras führte. Mit den restlichen Truppen wollte Napoleon zunächst nach Nordosten vorstoßen, um das preußische Heer zu vernichten und sich dann gegen das britisch-niederländische zu wenden.
Es kam zunächst zu kleinen Scharmützeln mit preußischen Reitern im Raum von Charleroi, woraufhin Blücher Befehl gab, seine Truppen bei Sombreffe, 20 km östlich von Quatre-Bras an der Chaussée de Nivelles gelegen, zu konzentrieren. Hingegen erfuhr Wellington zunächst von Gefechten zwischen britischen Scharfschützen und französischen Ulanen im Raum Mons und ging davon aus, dass Napoléons Angriff weiter westlich erfolgen würde. Aus diesem Grund befahl er General Rebecque, seine Truppen des 1. Korps bei Nivelles zu sammeln, um Mons schützen zu können, auch die Einheiten, die aktuell Quatre-Bras besetzen. Rebecque entschied aufgrund von Berichten, die französischen Truppen von Charleroi marschierten, dass der französische Angriff nicht westlich, sondern südlich erfolgte, verweigerte den Befehl und verstärkte die Truppen in Quatre-Bras. Dort kam es am Abend zu Gefechten mit der französischen Vorhut, die sich wieder zurückzog. Der Kommandant in Quatre-Bras, Oberst Karl Bernhard von Sachsen-Weimar-Eisenach, meldete diesen Feindkontakt an den Stab des Prinzen von Oranien und dieser reichte die Meldung weiter an Wellington. Dieser hatte inzwischen sein Hauptquartier verlassen und besuchte den Ball der Herzogin von Richmond. Dafür wurde Wellington später kritisiert, da er anscheinend den Ernst der militärischen Lage völlig unterschätzte und sich stattdessen auf dem Ball vergnügte. Hingegen wird heute davon ausgegangen, dass Wellington sich über den Ernsthaftigkeit des Angriffs Napoleons völlig im Klaren war und dass er einerseits den Ball besuchte, um die Gemüter bei den anwesenden Adligen und Militärs zu beruhigen, andererseits um sich mit den zahlreichen anwesenden Generälen abzusprechen. Als er nun die Nachricht von den Gefechten bei Quatre Bras erhielt, war ihm sofort klar, dass der Großteil der französischen Armee südlich und nicht westlich stand, also Napoléon versuchte, die beiden verbündeten Heere bei Quatre-Bras zu trennen und diese Bemühung bereits sehr fortgeschritten war. Wellington rief aus: „Napoleon hat mich reingelegt, bei Gott!“ und ließ sofort die Generäle mit ihren Truppen in Richtung Quatre Bras abrücken.
Mittlerweile war General Louis-Auguste-Victor de Ghaisnes de Bourmont zu den Preußen übergelaufen und hatte Napoléons Schlachtplan verraten. Unter Historikern ist umstritten, inwieweit dies den Feldzug beeinflusste. Zu diesem Zeitpunkt hatte man im preußischen Generalstab bereits die Taktik weitgehend erkannt und darauf reagiert, während diese Informationen Wellington erst mitten in der Nacht erreichten, als seine Verbände schon seit Stunden auf dem Weg nach Süden waren, um die wichtige Straßenkreuzung bei Quatre-Bras und damit die einzige Straße nach Ligny zu sichern.

### 16. Juni
Napoléon glaubte, Ney hätte mittlerweile bereits Quatre-Bras eingenommen, sodass nicht nur eine Unterstützung der Preußen durch Wellingtons Einheiten verhindert werden würde, sondern auch Neys Truppen frei waren, um den Preußen bei Ligny in die Flanke zu fallen. So rückte er mit seinem rechten Flügel unter Emmanuel de Grouchy und der Garde gegen die Preußen bei Ligny vor. Doch Ney griff erst am frühen Nachmittag an – in der Schlacht bei Quatre-Bras. Zwar misslang dieser Versuch, doch damit wurde verhindert, dass Wellington Blücher zu Hilfe kommen konnte; jedoch konnten auch keine französischen Truppen den Preußen bei Ligny (siehe Schlacht von Ligny) in die Flanke fallen, wie es Napoléon beabsichtigt hatte. Zwar konnte er die Preußen mit signifikanten Verlusten zum Rückzug zwingen, sie jedoch nicht vernichtend schlagen. Da Blücher bei den Kämpfen verwundet wurde, übernahm sein Generalstabschef Gneisenau den Rückzug. Seiner Ansicht nach wäre ein Rückzug nach Osten am sinnvollsten, um sich ins Rheinland abzusetzen. Da er aber wusste, dass Blücher am Bündnis mit Wellington festhalten wollte, ließ er die Truppen Richtung Norden nach Wavre abziehen, um beide Optionen offen zu halten.

### 17. Juni
Wellington erfuhr am Morgen vom preußischen Rückzug, und nach einer persönlichen Unterredung mit Blücher verlegte er seine Armee ebenfalls nach Norden und ließ sie südlich von Brüssel bei Mont-St-Jean Aufstellung nehmen. Durch ein von West nach Ost verlaufendes Tal war die Stellung gut zu verteidigen und befand sich direkt westlich, etwa 30 km entfernt vom Sammelpunkt der Preußen, Wavre. Im Gegensatz zu den bisherigen Feldzügen versäumte Napoléon, seine Feinde direkt nach einer erfolgreichen Schlacht zu verfolgen und zu zerstreuen. Auch Ney wartete bei Quatre-Bras relativ passiv ab, während das britisch-niederländische Heer abzog. Napoléon machte ihm dafür heftige Vorwürfe, die im berühmten Ausspruch «On a perdu la France» („Wir haben Frankreich verloren“) gipfelten. Dennoch muss man feststellen, dass auch Napoléon bis zum Nachmittag sehr passiv blieb und erst dann Grouchy mit seinem rechten Flügel den Preußen hinterhersandte sowie mit den Truppen Neys und der Garde Wellington folgte. Bei Genappe kam es zu kleineren Gefechten mit der britischen Nachhut, doch insgesamt kam Wellingtons Armee relativ unbeschadet in Mont-St-Jean an. Mitten der Nacht erreichte auch das französische Heer Waterloo.
Grouchy war nach Berichten, das preußische Heer wäre Richtung Rhein abgerückt, diesem vermeintlich gefolgt. Dabei handelte es sich jedoch nur um etwa 8000 Mann westfälische Landwehr, die sich vom Heer getrennt hatte und entgegen klaren Befehlen nach Hause abzog.

### 18. Juni

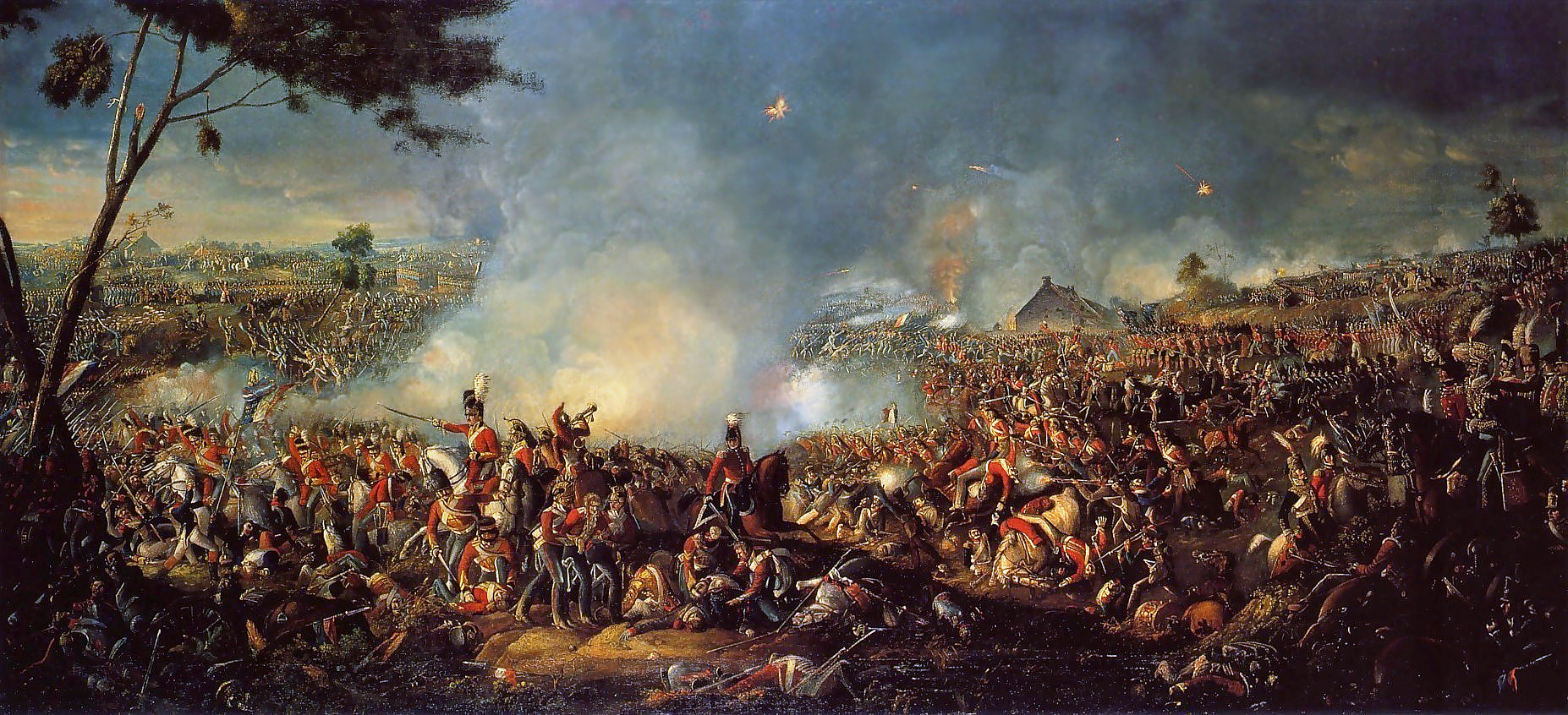
Die Schlacht bei Waterloo war der Höhepunkt des Sommerfeldzugs

Am nächsten Morgen begann die entscheidende Schlacht bei Waterloo. Napoléon ließ das britisch-niederländische Heer frontal angreifen, doch dieses hatte sich gut verschanzt und konnte die Angriffe abwehren. Zum französischen Schlachtplan gehörte von Anfang an ein Flankenangriff Grouchys in die britische östliche Flanke, doch zu dem Zeitpunkt, als dieser Befehl ihn erreichte, stand er bereits östlich der Preußen bei Wavre und war in die Schlacht bei Wavre verwickelt. Während ein preußisches Korps Grouchys Angriff aufhalten konnte, marschierten die anderen nach Waterloo und griffen nun Napoléons Armee an der östlichen Flanke an. Mit dem Einsatz der jungen Garde konnte Napoléon diesen Angriff bis zum Abend aufhalten, doch da Wellingtons Truppen immer noch standhielten, saß nun das französische Heer in der Falle. Als auch Wellingtons Truppen den letzten Angriff der alten Garde abwehrten, war die Schlacht entschieden und die Franzosen hatten verloren.

### 20. Juni
Im Gefecht bei Namur verteidigte General Vandamme die Stadt, musste aber am Abend den Rückzug antreten.

### 22. Juni
Napoleon dankt zugunsten seines Sohnes Napoleon II. ab.

### 27. Juni
Die Franzosen versuchten im Gefecht bei Compiegne vergeblich einen Brückenkopf bei der Oise zu etablieren.

### 28. Juni
Der General von Pirch II. erobert in dem Gefecht bei Villers-Cotterets den Ort sowie 14 Kanonen. Zeitgleich rückt der General von Zieten auf Nanteuil vor. Bei Levigneu trifft er auf die Franzosen und erobert zwei Kanonen.
Gefecht bei Straßburg.

### 2. und 3. Juli
Das 1. Preußische Korps wirft im Gefecht bei Sèvres (französisch Combat de Sèvres) französische Truppen zurück.

### 3. Juli
Im Gefecht bei Issy (französisch Combat d'Issy) können die Preußen den strategisch wichtigen Ort verteidigen.
Nach dieser Niederlage räumte das französische Heer Paris und zog sich gemäß einer Vereinbarung mit den Alliierten über die Loire zurück. Damit war der Feldzug beendet.

## Folgen
Nach der Niederlage bei Waterloo war Napoleon Bonaparte schwer geschlagen, doch er plante die Fortführung des Krieges mit den in Frankreich verbliebenen Truppen und dem neuerlichen Ausheben von 150.000 Mann. Da jedoch neben den Armeen Wellingtons und Blüchers auch österreichische und russische Truppen (General de Tolly) in Frankreich einfielen, glaubte das französische Parlament nicht mehr an einen Sieg Napoléons und entzog ihm die Unterstützung. General Davout empfahl ihm, mithilfe seiner Armeen das Parlament abzusetzen und wieder als Alleinherrscher zu regieren, aber er lehnte ab, da er merkte, dass sein Rückhalt im Land schwand, und Davout befürchtete, dass Teile der Armee dies nicht mittragen und rebellieren würden. Entsprechend hätte dies einen Bürgerkrieg bedeutet. Darum dankte Napoléon erneut ab und wurde nach St. Helena verbannt, wo er 1821 starb. Damit waren die Napoleonischen Kriege endgültig beendet und Europas Grenzen wurden, wie am Wiener Kongress beschlossen, neu gezogen.